# Marcus Hahnemann
Marcus Stephan Hahnemann (født 15. juni 1972 i Seattle, Washington, USA) er en amerikansk tidligere fodboldspiller, der spillede som målmand. Han spillede gennem karrieren for Seattle Sounders FC og Colorado Rapids i sit hjemland, samt for de andre engelske hold Fulham, Rochdale, Wolverhampton, Everton og Reading.

## Landshold
Hahnemann nåede i sin tid som landsholdsspiller (1994-2011) at spille 9 kampe for USA's landshold, som han debuterede for helt tilbage den 19. november 1994 i en venskabskamp mod Trinidad & Tobago. Han har blandt andet repræsenteret sit land ved Confederations Cup 2003, VM i 2006 og VM i 2010, men har dog som oftest været tilknyttet landsholdet som reserve.